# Шторм, Тони
Тони Россалл (англ. Toni Rossall, род. 19 октября 1995[…], Окленд[…]) — новозеландская и австралийская женщина-рестлер. В настоящее время она выступает в All Elite Wrestling (AEW) под именем «Вне времени» Тони Шторм (англ. "Timeless" Toni Storm). Ранее она работала в WWE, где была чемпионом NXT UK среди женщин.
Впервые она привлекла к себе внимание WWE благодаря своим выступлениям в турнире Mae Young Classic в 2017 и 2018 годах. В 2017 году она дошла до полуфинала турнира, а в 2018 году выиграла его на шоу WWE Evolution (первое полностью женское шоу WWE). В 2018—2021 годах она выступала на брендах NXT UK, NXT и SmackDown до своего ухода в декабре 2021 года. За пределами WWE Шторм выступала в японском рестлинге World Wonder Ring Stardom (Stardom), где она была первым неяпонским рестлером, владевшим титулом чемпиона мира. Она также удерживала титул чемпиона мира SWA, принадлежащий Stardom, в течение рекордного времени — 612 дней. В британском Progress Wrestling она владела женским титул чемпиона Progress. В немецком Westside Xtreme Wrestling (wXw) она дважды владела женским чемпионством wXw.

## Ранняя жизнь
Тони Россалл родилась в Окленде, Новая Зеландия, 19 октября 1995 года, но в возрасте 4 лет, когда родители разошлись, переехала с матерью в Голд-Кост, Квинсленд, Австралия. В возрасте 10 лет, живя в Голд-Косте, она узнала о WWE по телевизору и заинтересовалась рестлингом.

## Карьера в рестлинге

### Ранняя карьера
Россалл начала тренироваться в австралийском филиале Impact Pro Wrestling (не путать с Impact Wrestling) и дебютировала в компании под именем Шторм 9 октября 2009 года, когда ей было 13 лет. После пяти лет оттачивания мастерства в Австралии она решила, что хочет стать более хорошим рестлером, в возрасте 18 лет она убедила свою мать позволить ей переехать в Англию, где она поселилась в доме своей бабушки в Ливерпуле. В Англии она тренировалась у Дина Оллмарка. Она начала работать на международном уровне в таких странах, как Финляндия, Франция, Германия и Испания. Шторм приняла участие в пробах WWE в Мельбурне во время австралийского тура WWE 2014 года и британского тура WWE 2015 года.

### Progress Wrestling (2015—2018)
Шторм дебютировала в Progress Wrestling 14 апреля 2015 года, потерпев поражение от Элизабет.
В мае 2017 года Шторм стала первой в истории чемпионом Progress среди женщин, победив Джинни и Лауру Ди Маттео в трёхстороннем матче. Этот матч стал первым случаем, когда женщины-рестлеры участвовали в главном событии шоу Progress. В течение года Шторм неоднократно успешно защищала чемпионский титул против таких претенденток, как Кей Ли Рэй, Лора Ди Маттео и Кэндис Ле Рей. Она проиграла титул Джинни на шоу Chapter 69: Be Here Now.

### World Wonder Ring Stardom (2016—2018)
В 2016 году она начала работать в японском промоушене World Wonder Ring Stardom, где 24 июля выиграла чемпионат мира SWA. 2 октября 2016 года Stardom официально объявила, что Шторм подписала контракт с промоушеном. После победы на Cinderella Tournament 2017 30 апреля, Шторм также выиграла 5★Star GP 2017 18 сентября, став первой женщиной-рестлером, выигравшей два турнира в одном году. 24 сентября Шторм стала новой чемпионкой World of Stardom в незапланированной концовке матча, когда Маю Иватани получила травму во время защиты титула против неё, что заставило судью остановить матч и присудить Шторм титул. 9 июня 2018 года Кагецу победила Шторм в матче за титул, завершив её чемпионство на 258 дней.

### WWE (2017—2021)

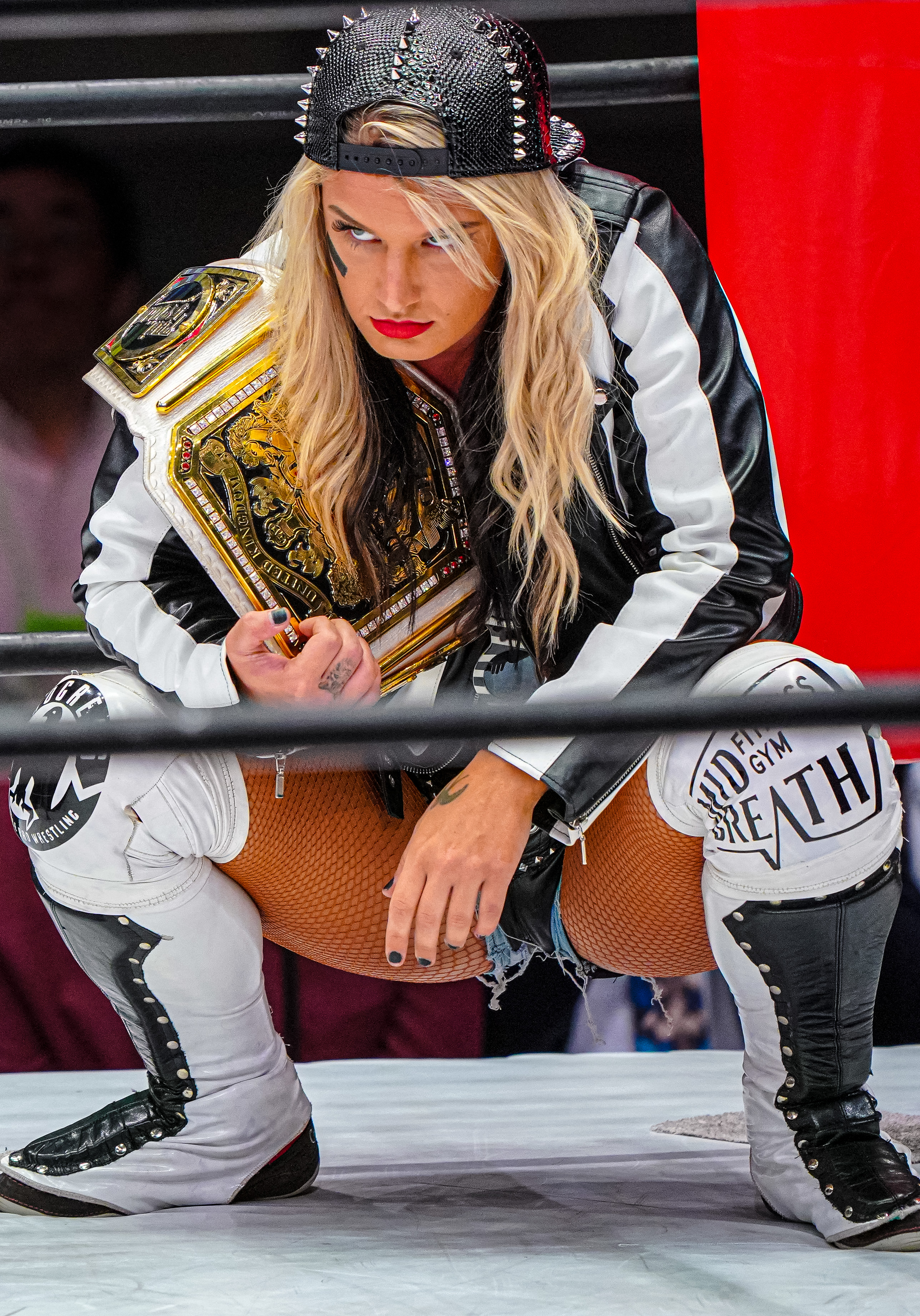
Шторм в 2019 году

16 июня 2017 года WWE объявила Шторм одной из первых четырёх участниц турнира Mae Young Classic. Шторм приняла участие в турнире 13 июля, победив Айешу Рэймонд в первом раунде. На следующий день Шторм победила Лейси Эванс во втором раунде и Пайпер Нивен в четвертьфинале, после чего была вылетела из турнира в полуфинале, проиграв Каири Сейн. 9 мая 2018 года Шторм была заявлена на предстоящий турнир за звание чемпиона Соединённого Королевства среди женщин. 24 мая Шторм подписала контракт с WWE. 18 июня на турнире за титул женской чемпионки Соединенного Королевства (NXT UK), Шторм победила Киллер Келли и Айлу Доун в матче тройной угрозы и стала претенденткой № 1 на женский титул NXT UK. На следующий день на шоу в Великобритании Шторм потерпела поражение от действующей чемпионки NXT среди женщин Шейны Басзлер. Несколько месяцев спустя она приняла участие во втором турнире Mae Young Classic, который она выиграла, в финале победив Ио Шираи на PPV: WWE Evolution.
В матче за звание первой женской чемпионки NXT UK Шторм проиграла Реи Рипли. В матче-реванше 12 января 2019 года на NXT UK TakeOver: Blackpool Шторм победила Рипли и выиграла титул чемпионки NXT UK. Продержав титул до 31 августа 2019 года на NXT UK TakeOver: Cardiff, Шторм проиграла свой титул Кей Ли Рэй, завершив свой титульный рейн в 230 дней.
24 ноября 2019 года после шоу TakeOver: WarGames прошла конференция, где капитан женской команды NXT Рея Рипли объявила, что Шторм войдет в состав женской команды NXT на Survivor Series. На Survivor Series Шторм выбыла из матча усилиями Натальи и Саши Бэнкс. На NXT UK: Blackpool II, Шторм сразилась за титул женской чемпионки NXT UK в матче тройной угрозы против Кей Ли Рэй и Пайпер Нивен, где проиграла. Позднее Шторм приняла участие в женской королевской битве 2020 года выйдя под 20-м номером, однако была выбита Шейной Басзлер. Шторм провела свой последний поединок на NXT UK 27 февраля 2020 года, проиграв Кей Ли Рэй в матче по правилам «Я сдаюсь».
После 8-месячного перерыва, 4 октября 2020 года на NXT TakeOver 31 Шторм вернулась в NXT после поединка между Ио Ширай и Кэндис Ле Рей. Затем она присоединилась к команде Кэндис Ле Рей вместе с Дакотой Кай и Ракель Гонсалес на NXT TakeOver: WarGames. На Royal Rumble 2021 года она вышла под 7 номером и была выбита Реей Рипли. Затем она участвовала в матче тройной угрозы на женский титул NXT против Мерседес Мартинес и действующей чемпионки Ио Шираи на NXT TakeOver: Vengeance Day, где потерпела поражение. На эпизоде NXT от 10 марта 2021 года Шторм бросила вызов Шираи за титул чемпионки, однако вновь потерпела неудачу.
Шторм дебютировала в основном ростере на эпизоде SmackDown 23 июля, победив Зелину Вегу. Затем она потерпела поражение от Зелины Веги на турнире Queen’s Crown («Королева ринга») в первом раунде. Позднее Шторм участвовала в матче на выбывание 5 на 5 на Survivor Series, где устранила Кармеллу и Зелину Вегу, но затем была выбита Лив Морган. Затем Шторм начала противостояние с чемпионкой SmackDown среди женщин Шарлоттой Флэр. Шторм выиграла их первый матч по дисквалификации. Затем она получила матч за титул на последнем SmackDown 2021 года, где потерпела поражение. Это было её последнее телевизионное выступление в WWE; на следующей неделе, 29 декабря 2021 года, Шторм попросила расторгнуть её контракт с WWE, её просьба была удовлетворена. В интервью Рене Пакетт шесть месяцев спустя она объяснила причины, которые привели к её уходу из компании, и сказала: «Я не чувствовала, что меня так ценят. И я просто чувствовала, что [WWE] временами не испытывала ко мне особого уважения. Я чувствую, что со временем они просто подавили мою любовь к рестлингу. Это не был рестлинг. Тебе даже не разрешается говорить „рестлинг“».

### All Elite Wrestling (с 2022)

#### Дебют и присоединение к «Отверженным» (2022—2023)

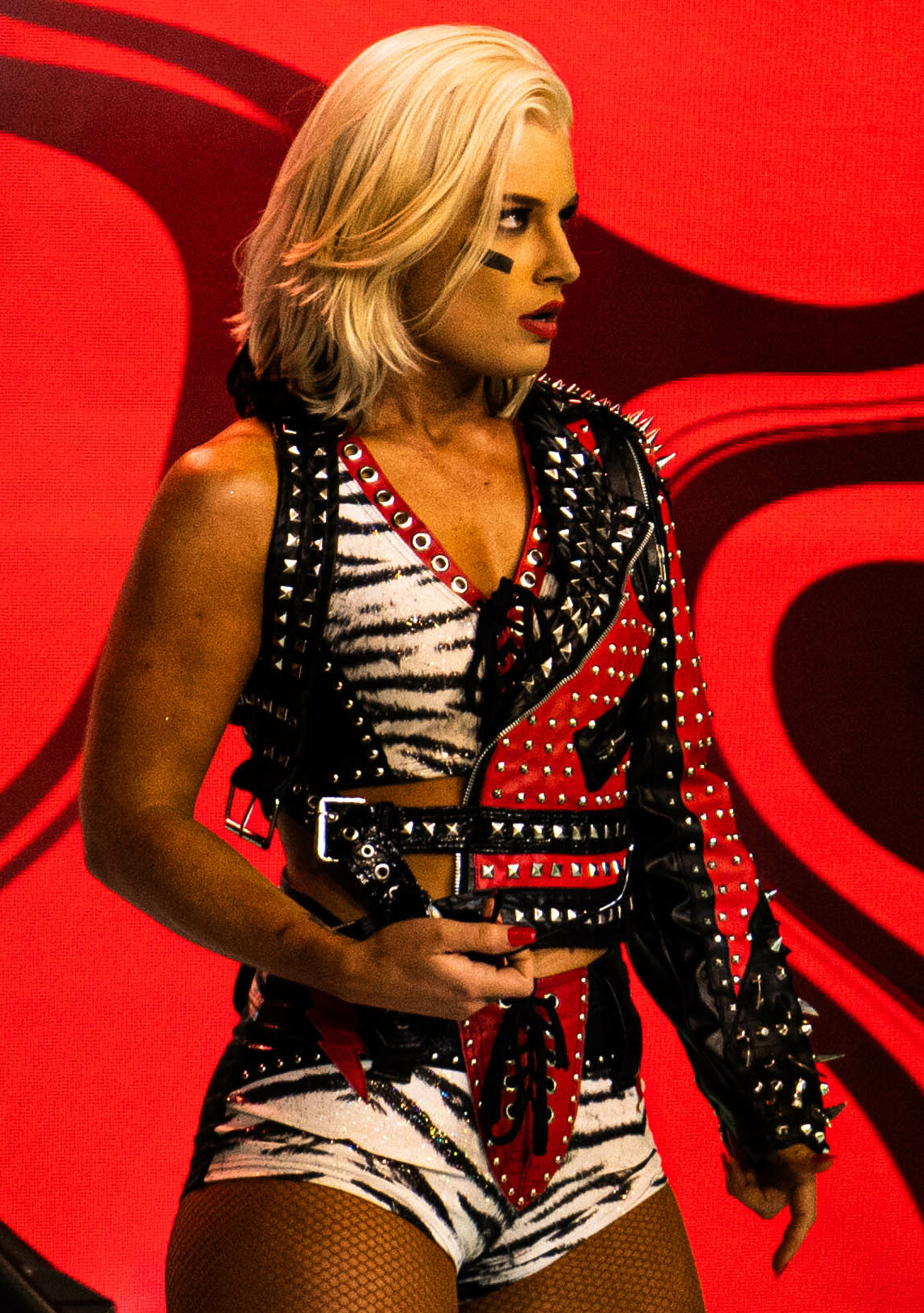
Шторм на шоу AEW x NJPW: Forbidden Door, июнь 2022

Шторм дебютировала в All Elite Wrestling (AEW) 30 марта 2022 года в эпизоде Dynamite в качестве участницы отборочного матча женского турнира Фонда Оуэна Харта, победив Зайку. Затем AEW объявила о подписании Шторм контракта с компанией. В четвертьфинале турнира Шторм победила Джейми Хейтер, а в полуфинале её победила Бритт Бейкер. В специальном эпизоде Road Rager Шторм победила Бейкер в матче-реванше, в котором бросила вызов чемпионке AEW Тандер Розе за титул на шоу AEW x NJPW: Forbidden Door, но потерпела поражение. На All Out Шторм победила Бейкер, Хейтер и Хикару Сиду в четырёхстороннем матче и стала временной чемпионкой мира среди женщин AEW. Затем она защитила свой титул против Афины, Бейкер и Серены Диб на Grand Slam.

#### «Вне времени» (с 2023)
После проигрыша женского чемпионства мира AEW Хикару Сиде, Шторм начала переходить на новый экранный образ требовательной и параноидальной голливудской старлетки Золотого века. В конце концов, в эпизоде Dynamite от 4 октября Шторм стала называться «Вневременной» Тони Шторм. Через несколько недель у нее появился постоянный спутник: рестлер Лен Олсен, ранее выступавший под псевдонимом «Лютер», начал сопровождать ее в качестве прислуги. 25 октября на Dynamite было объявлено, что на PPV Full Gear Шторм и Шида проведут матч-реванш за чемпионский титул. Тони стала провоцировать Шиду своими регулярными появлениями во время ее матчей и интервью, отвлекая на себя внимание. 8 ноября на Dynamite к Шторм присоединилась Марайя Мэй — британская рестлерша, которая назвала себя супер-фанаткой Шторм. Тони охотно приняла ее поклонение, взяв Мэй под свое крыло. 18 ноября на Full Gear Шторм победила Шиду, выиграв женское чемпионство AEW в третий раз, что стало рекордом для этого титула. 30 декабря на следующем PPV Worlds End Шторм успешно защитила титул от другой японской рестлерши Рихо. Сюжеты и сегменты Шторм были малосодержательными, в них Тони говорила странные вещи, творила еще более странные вещи. Во время ее сегментов шоу включали черно-белый фильтр и снижали количество кадров в секунду, чтобы создать атмосферу старинного кино.
По итогам года гиммик «Вневременной» Тони Шторм был выбран лучшим подписчиками Wrestling Observer Newsletter. За него проголосовали 239 человек. Характерно, что Шторм также заняла третье место и в рейтинге худших гиммиков года. Ну и вдвойне характерно, что в пятерку худших гиммиков попали сразу два образа Тони Шторм: помимо «Вневременной» подписчики также негативно оценили образ группировки, в которой Шторм входила с Сарайей и Руби Сохо.
3 марта на Revolution Шторм защитила титул от Деонны Пурраззо. Это шоу стало примечательным, поскольку на нём Марайя Мэй вышла в зал в прежнем образе «Рок-звезды» Тони Шторм, даже задействовав ее прежнюю музыку. 21 апреля на PPV Dynasty Шторм защитила титул от Громорозы, а 26 мая на Double or Nothing от Серены Диб. 2 июня на шоу японского женского промоушна Stardom показали записанное ранее видео, в котором Шторм бросила вызов на матч Мине Сиракаве. Японка переехала в США для участия в сюжетах, и на протяжении трех недель Шторм, Сиракава и Мэй демонстрировали совместное увлечение друг другом на грани полового влечения. В частности на Dynamite 26 июня они провели матч в составе одного трио. После матча Сиракава захотела ударить бутылкой шампанского Шторм, но попала по Мэй. На шоу Forbidden Door Шторм также успешно защитила титул, а после матча все три рестлерши одновременно поцеловались. Параллельно Мэй начала сомневаться, к кому ее тянет больше, и демонстрировать противоречивое отношение к Шторм. 10 июля на Dynamite в Калгари Марайя Мэй выиграла финальный матч турнира Фонда Оуэна Харта, после чего жестко избила Тони Шторм, которая вышла ее поздравить. В качестве орудия она использовала туфлю, которую затем стала носить с собой регулярно. Как победительница турнира Мэй заработала право на матч за Женское чемпионство, который назначили на 25 августа на шоу All In в Лондоне, на стадионе «Уэмбли».

## Личная жизнь
В июне 2020 года стало известно, что Россалл встречается с рестлером Джусом Робинсоном. 30 сентября 2021 года Россалл объявила, что она и Робинсон помолвлены. Они поженились в 2022 году.
22 июня 2021 года Россалл объявила себя бисексуалкой.

## Титулы и достижения
- All Action Wrestling
  - Чемпион AAW среди женщин (1 раз)[71]
- All Elite Wrestling
  - Чемпион мира AEW среди женщин[П 1] (4 раза, действующая)
- British Empire Wrestling
  - Чемпион BEW среди женщин (1 раз)[72]
- Impact Pro Wrestling Australia
  - Австралийский чемпион IPW среди женщин (1 раз)
  - Австралийский чемпион IPW в первом тяжёлом весе (1 раз)
  - Австралийский хардкорный чемпион IPW (1 раз)
- Pro Wrestling Alliance Queensland
  - Чемпион PWAQ среди женщин (1 раз)[73]
  - Женский андергаунд-чемпион PWAQ (1 раз)[74]
- Pro Wrestling Illustrated
  - № 13 в топ 100 женщин-рестлеров в рейтинге PWI Women’s 100 в 2019[75]
- Progress Wrestling
  - Чемпион Progress среди женщин (1 раз)[15][76]
  - Natural Progression Series IV[15]
- Sports Illustrated
  - № 7 в топ 10 женщин-рестлеров в 2018 году[77]
- Westside Xtreme Wrestling
  - Чемпион wXw среди женщин (2 раза)[78]
  - Femmes Fatales (2017)[79]
- World Wonder Ring Stardom
  - Чемпион мира SWA (1 раз)[80]
  - Чемпион World of Stardom (1 раз)[81]
  - 5★Star GP (2017)
  - Cinderella Tournament (2017)
  - Премия Stardom по итогам года (1 раз)
    - Самый ценный рестлер года (2017)
- WWE
  - Mae Young Classic (2018)[82]
  - Чемпион NXT UK среди женщин (1 раз)[83]
- Wrestling Observer Newsletter
  - Образ года (2023)

### Комментарии
1. ↑  По первому чемпионству: Как временная чемпионка, Шторм должна была сразится с действующей чемпионкой Розой, за неоспоримое чемпионство. Так как Тони проиграла временное чемпионство, до того как смогла встретиться с Розой, а сама Роза позднее вакантировала линейное чемпионство так ни разу его и не защитив, чемпионство временной чемпионки Джейми Хейтер переквалифицировано в линейное, рейн Шторм так же засчитан официальным задним числом.